# Náttfari
Náttfari ist der Name eines Mannes, der in der altnordischen Landnámabók erwähnt wird. Dem Text gemäß kam er mit seinem Herrn Garðar Svavarsson Mitte des 9. Jahrhunderts nach Island. Eines Tages wurde das Boot, in dem Náttfari, ein Sklave (þræll) und eine Magd (ambátt), waren, losgerissen, und er blieb so in Island zurück. Er siedelte sich dann in Náttfaravík („Náttfaris Bucht“) in Skjálfandi, im Norden der Insel, an.
Die genaue soziale Stellung von Náttfari ist unklar und auch über die Umstände der Trennung von Garðar unterscheiden sich die Quellen. In der Hauksbók wird er als Sklave bezeichnet und das Boot, in dem er sitzt, wird vor dem Winter von den anderen getrennt. Gemäß anderen Handschriften der Landnámabók hingegen ist er ein freigeborener Mann; in der (älteren) Sturlubók treibt das Boot erst im Frühling kurz vor der Rückfahrt nach Norwegen ab.
Der Name der Siedlung ist historisch belegt und existiert auch heute noch in der neuisländischen Form Náttfaravíkur. Die Erzählung erfüllt die Funktion einer Ortsnamensage.